# Osny
Osny is een gemeente in het Franse departement Val-d'Oise (regio Île-de-France) en telt 14.309 inwoners (1999). De plaats maakt deel uit van het arrondissement Pontoise en is een van de gemeenten van de nieuwe stad Cergy-Pontoise.

## Geografie
De oppervlakte van Osny bedraagt 12,5 km², de bevolkingsdichtheid is 1144,7 inwoners per km².
De onderstaande kaart toont de ligging van Osny met de belangrijkste infrastructuur en aangrenzende gemeenten.

## Demografie
Onderstaande figuur toont het verloop van het inwonertal (bron: INSEE-tellingen).